# Momordica foetida
Momordica foetida är en gurkväxtart som beskrevs av Julius Heinrich Karl Schumann. Momordica foetida ingår i släktet Momordica och familjen gurkväxter. Inga underarter finns listade i Catalogue of Life.

## Bildgalleri

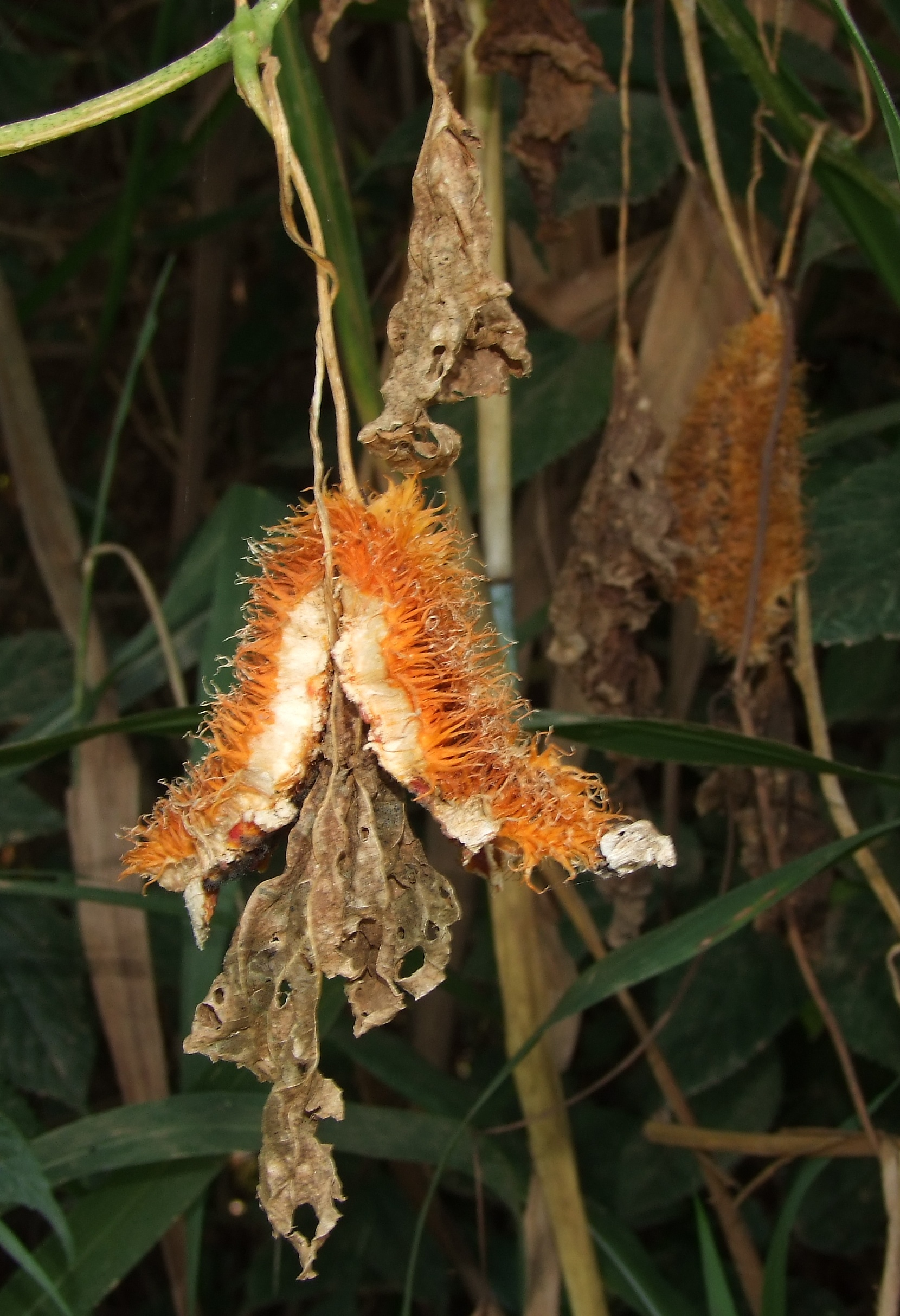
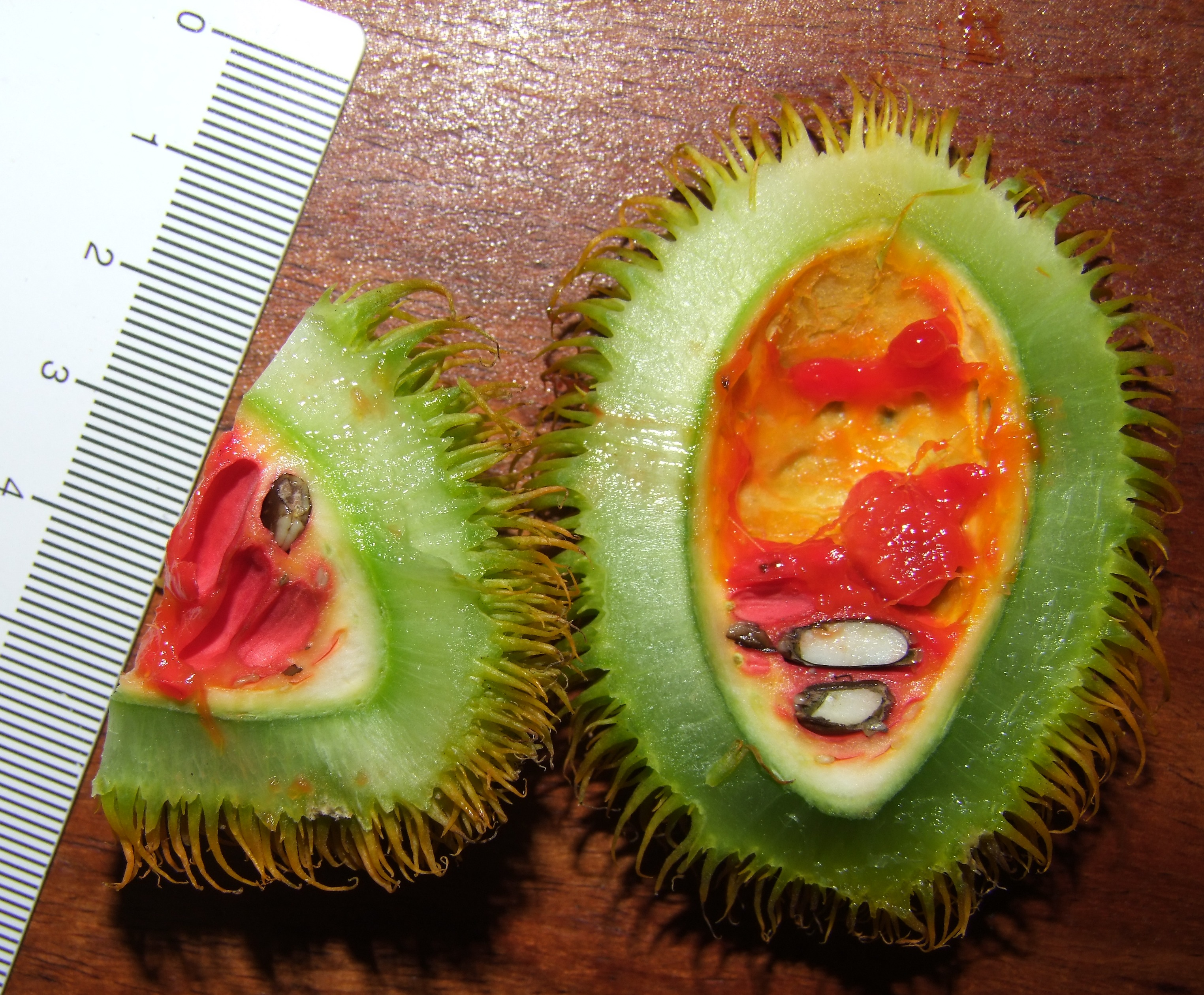